# Reema Ahmed Abdullah
Reema Ahmed Abdullah (* 19. Juni 2000) ist eine ägyptische Leichtathletin, die sich auf den Diskuswurf spezialisiert hat.

## Sportliche Laufbahn
Erste internationale Erfahrungen sammelte Reema Ahmed Abdullah im Jahr 2019, als sie bei den Juniorenafrikameisterschaften in Abidjan mit einer Weite von 46,95 m die Silbermedaille im Diskuswurf gewann. 2022 startete sie bei den Afrikameisterschaften in Port Louis und gelangte dort mit 48,50 m auf Rang sieben.
In den Jahren von 2020 bis 2022 wurde Abdullah ägyptische Meisterin im Diskuswurf.